# 国家射击中心 (法国)
法国国家射击中心（法語：Centre National de Tir），简称CNTS，是位于法国沙托鲁的一座射击场。建设工作于2016年3月31日开始。于2017年8月举行的2017年IPSC手枪世界射击赛是该射击场举办的首場重大赛事。2018年，射击场的最后部分完工。2024年巴黎奥运会射击比赛在此举行。